# ヤンほぼ
『ヤンほぼ』は、松山せいじによる日本の漫画。『ヤングチャンピオン烈』（秋田書店）にて、2006年Volume.01（創刊号）から2009年Volume.17まで連載された。単行本は全2巻。元レディースが保育士となって、様々な活躍をするコメディ。

## あらすじ
17代目虹色連合総長として、かつてその名を轟かせた超乙女（スーパーレディース）・黄金 翼。現役時代に憧れだった「お姉さま」が志した保育士の仕事を目指し、自身も私立「兄丸（あにまる）保育園」へと就職した。
現場に起こる様々な問題を、元レディースの気迫とパワーで次々に解決していく。

## 登場人物

### 兄丸保育園職員
黄金 翼（こがね つばさ）
兄丸保育園に勤める新米女性保育士。くま組を担当。巨乳。かつては、17代目虹色連合総長として関東111チーム、7777人のレディースをまとめあげたスーパーレディースとして活躍した。どんな色にも染まらない長い金髪を持ち、「金色（こんじき）の翼」の異名を持つ。現在は保育士という職業柄、黒髪のお下げのかつらをして金髪を隠し、眼鏡をかけている。
レディース時代はどんなケンカも無敗の記録を持ち、男でも太刀打ちできなかった左拳の驚異的な一撃には「熊素手（ベアナックル）」という異名が付けられた。特攻服の背中には「愛子天照（あいしてる）」の文字を刻む。愛車はハーレー。
決め台詞は、「夜露死苦（ヨロシク）改め、世良子供（ヨロチク）！」
黒川 小春（くろかわ こはる）
兄丸保育園の現場責任者。眼鏡をかけたクールな女性。時間に対して厳しいため、少しでも無駄と思う行動には「○分（秒）のロスです！！」と言うのが口癖。合理的かつ厳格な性格であり、時間にルーズ、規則を守れない、といった行動には、職員・保護者に関わらず説教をする。翼に対しては、ルーズな性格や行動は嫌っているものの、園児に優しく接する彼女の行動には、教員として評価している様子。
赤井先生（あかいせんせい）
兄丸保育園女性保育士。ねこ組を担当。　
青山先生（あおやませんせい）
兄丸保育園女性保育士。いぬ組を担当。

### 兄丸保育園園児

#### 男の子
あきはばら みのる
くま組の男の子。
たけし くん（苗字不明）
くま組の男の子。
ゆう くん（苗字不明）
くま組の男の子。
鶯谷 学（うぐいすだに まなぶ）
くま組の男の子。保育園児とはとても思えないほど、様々な知識や行動力を持っている。翼の下宿先までは「GPSやグーグルアースを頼りに来た」とのこと。
ごたんだ けん
泣き虫な男の子。父親はモンキーに乗っている。
わたる くん（苗字不明）
父親が元暴走族。入園書類の提出の遅れが理由で黒川先生に入園を拒否されてしまったが、翼の活躍により、兄丸保育園への入園が叶う。

#### 女の子
いけぶくろ えりな
くま組の女の子。
御徒町（おかちまち） あひる
くま組の女の子。いつも、ボロボロのクマ（?）の縫いぐるみを大事に胸に抱えている。髪が顔半分にかかるほど長い。
以前は母親から虐待を受けており、体中に痣ができていた。翼によって母親が自分の非を認め、虐待がおさまってからは以前より明るい笑顔を見せるようになる。

### その他
愛香（あいか）
虹色連合団員。翼に忠誠を尽くしており、翼へのサポートを確実に行う。

## 単行本
- 松山せいじ 『ヤンほぼ』 秋田書店〈ヤングチャンピオン烈コミックス〉、全2巻
  1. 2007年10月19日発売 ISBN 978-4-253-25501-1
  2. 2009年4月20日発売 ISBN 978-4-253-25502-8